# Куровське (Комишловський район)
Ку́ровське (рос. Куровское) — село у складі Комишловського району Свердловської області. Входить до складу Галкинського сільського поселення.
Населення — 476 осіб (2010, 662 у 2002).
Національний склад станом на 2002 рік: росіяни — 90 %.